# Primož Zalaznik
Primož Zalaznik, slovenski violončelist, * 1984.
Od julija 2018 je redni član Dunajskih simfonikov. V svoji ugledni karieri je prejel številne mednarodne in domače nagrade, med drugim drugo nagrado na Mednarodnem tekmovanju za violončelo v Lieznu (Avstrija), prvo nagrado na Mednarodnem tekmovanju v Trevisu (Italija) ter dve prvi nagradi v najvišji kategoriji slovenskega tekmovanja TEMSIG – tako kot komorni glasbenik in solist.
Sedem let je bil namestnik soloviolončelista Simfoničnega orkestra RTV Slovenija. V tem času je izvedel solistične koncerte Šostakoviča, Haydna in Čajkovskega, ki so bili predvajani v neposrednih prenosih na televiziji in radiu. Za arhiv slovenskega radia je posnel tudi Rokoko variacije P.I. Čajkovskega.
Med letoma 2015 in 2018 je bil tri sezone zaposlen v orkestru Dunajske državne opere ter Dunajskih filharmonikov. Leta 2018 je pridobil naziv asistenta na Akademiji za glasbo v Ljubljani, leto kasneje pa za svoje umetniške dosežke prejel najvišje priznanje Univerze v Ljubljani.
Kot komorni glasbenik in solist redno sodeluje v različnih mednarodnih zasedbah, med drugim tudi s člani Dunajskih simfonikov in filharmonikov.
Primož je glasbeno izobraževanje zaključil s specializacijo leta 2008 pri prof. Milošu Mlejniku na Akademiji za glasbo v Ljubljani. Izpopolnjeval se je tudi pri prof. Clausu Kanngiesserju v Kölnu, prof. Young Chang Choju v Essnu in nazadnje pri prof. Robertu Nagyju na Dunaju.
1. ↑  »Primož Zalaznik«. www.wienersymphoniker.at (v nemščini). 30. december 2024. Pridobljeno 24. decembra 2024.
2. ↑  Slovenija, Andrej Doblehar, TV. »Zlati abonma Cankarjevega doma v jubilejno sezono stopa z Dunajskimi simfoniki«. rtvslo.si. Pridobljeno 24. decembra 2024.
3. ↑  Slovenija, MMC RTV, Mozartine, Primož Zalaznik, Simfoniki RTV Slovenija in Günter Pichler (L. Van Beethoven, J. Haydn), pridobljeno 24. decembra 2024
4. ↑  Slovenija, MMC RTV, Mozartine - Primož Zalaznik, Simfonični orkester RTV Slovenija in Mařena Diakun (A.Dvořák in P.I.Čajkovski), pridobljeno 24. decembra 2024
5. ↑  Slovenija, Avtorica in urednica oddaje Darja Korez Korenčan, TV. »Oddaja Opus z Beličem iz Münchenskih filharmonikov in Zalaznikom iz Dunajskih simfonikov«. rtvslo.si. Pridobljeno 24. decembra 2024.
6. ↑  Slovenija, MMC RTV, Primož Zalaznik, član Dunajskih filharmonikov in simfonikov, pridobljeno 24. decembra 2024
7. ↑  Gätz, Mojca (2016). Moj Dunaj, Po sledeh slovenskega in univerzalnega Dunaja. Celovec: Mohorjeva založba. ISBN 978-3-7086-0898-3.
8. ↑  Jaklič, Tanja (16. maj 2016). »Cellofest: Misel, ki prek violončela spregovori ...«. old.delo.si. Pridobljeno 24. decembra 2024.
9. ↑  Mager, Ingrid (7. januar 2017). »Portret violončelista Primoža Zalaznika: Povabilu Dunajskih filharmonikov ne rečeš ne«. Dnevnik.